# روبرت كينغ (سياسي)
روبرت كينغ (بالإنجليزية: Robert King)‏ هو سياسي أسترالي، ولد في 22 مارس 1920 في أستراليا، وتوفي في 20 مارس 1991. حزبياً، نشط في الحزب الوطني الأسترالي. وقد انتخب عضو مجلس النواب الأسترالي عن دائرة Division of Wimmera ‏ (22 نوفمبر 1958 – 10 نوفمبر 1977).